# Фикрие
Фикрие-ханым (тур. Fikriye Hanım; 1887 — 31 мая 1924), посмертно известная как Зейнеп Фикрие Оздинджер (тур. Zeynep Fikriye Özdincer), — возможная родственница и подруга Мустафы Кемаля Ататюрка. Её смерть осталась загадкой.

## Личная жизнь
Фикрие родилась в городе Лариса, в Фессалии, тогда входившем в состав Османской империи. Историки сходятся во мнении, что она родилась в 1887 году, в то время как некоторые источники называют 1897 годом её рождения. Её отцом был Мемдух Хайреттин, а матерью — Васфие. У неё была сестра Юлиде и старший брат Энвер. Из-за притеснения турецких общин греками семья переехала сначала в Салоники, затем в Османскую империю, а затем в Стамбул.
До сих пор спорят о том, была ли Фикрие племянницей Мустафы Кемаля Ататюрка (1881—1938). По некоторым утверждениям её отец Мемдух Хайреттин был братом Рагып-бея, второго супруга Зюбейде-ханым, матери Мустафы Кемаля.
Фикрие владела греческим и французским языками, играла на пианино и уде.

## Взаимоотношения с Мустафой Кемалем
Фикрие познакомилась с Мустафой Кемалем в Салониках, когда была ещё совсем маленькой девочкой. Она снова встретила его в Стамбуле, куда переехала перед самым началом Балканских войн (1912—1913), и вновь через год после их окончания. У неё сложились с ним эмоциональные отношения. Однако они встречались лишь эпизодически из-за участия Мустафы Кемаля в боях Первой мировой войны и турецкой Войны за независимость (1919—1922). В этот период умерли её родители и сестра. Фикрие решила поехать в Анкару, чтобы встретиться с Мустафой Кемалем, который там возглавлял Турецкое национальное движение. Стамбул же был оккупирован и находился под военной администрацией союзных держав. Она отплыла в Эрегли, расположенным на побережье Чёрного моря, а затем достигла Анкары через Кастамону. Фикрие встретилась с Мустафой Кемалем и некоторое время жила с ним в здании дирекции Турецких государственных железных дорог, которое Мустафа Кемаль использовал как резиденцию и штаб-квартиру. Согласно некоторым источникам, они вступили в брак по исламской традиции (в то время не существовало никакого гражданского брака), и это держалось в секрете от общественности. Также по некоторым утверждениям, Зюбейде-ханым (1856—1923), мать Мустафы Кемаля, и его сестра Макбуле (1885—1956) были издавна против их отношений. Во время битвы при Сакарье (23 августа — 13 сентября 1921 года) Мустафа Кемаль, командовавший турецкими войсками, отослал приказ с линии фронта в Анкару, чтобы его зарплата была передана Фикрие. 28 августа 1922 года Мустафа Кемаль-паша отправил в Анкару телеграмму с линии фронта Великого наступления (26 августа-18 сентября 1922 года), в которой кратко изложил матери и Фикрие удачно складывающиеся обстоятельства сражения.
После того, как 9 сентября 1922 года Измир был освобожден турками, Мустафа Кемаль познакомился с Латифе, происходившей из богатой семьи и получившей западное образование в Измире. Тем временем Фикрие была отправлена в Мюнхен, в Германию, для лечения респираторных заболеваний. Мустафа Кемаль женился на Латифе 29 января 1923 года в Анкаре. Он стал первым президентом Турции после провозглашения республики 29 октября 1923 года. Когда Фикрие узнала о женитьбе Мустафы Кемаля, она сбежала из Мюнхенского санатория и вернулась в Турцию, чтобы встретиться с ним в Анкаре. Она отправилась туда, хотя Мустафа Кемаль прислал телеграмму, в которой говорилось, что он «не разрешает ей приехать в Анкару, так как она вернулась в Турцию без его ведома».

## Смерть
Фикрие была ранена из огнестрельного оружия перед дворцом Чанкая, официальной резиденцией президента Мустафы Кемаля Ататюрка, 21 мая 1924 года. Она скончалась после девяти дней пребывания в государственной больнице Анкары (31 мая). Прокурор начал расследование, чтобы выяснить причину её смерти. Дело продлевалось через каждые 30 лет, наконец, спустя 90 лет оно было приостановлено, а вопрос, было ли это самоубийством или убийством, остался открытым.
Место захоронения Фикрие неизвестно.

## После смерти
Примерно через 11 лет после своей смерти она была зарегистрирована как Зейнеп Фикрие Оздинджер своим братом Али Энвером, который принял фамилию Оздинджер после принятия закона о фамилиях в Турции в 1934 году.
Официально о ней известно не так уж много. В президентском архиве сохранилось всего 26 документов, датированных в основном 1920—1923 годами.
Личные вещи и некоторые личные фотографии Фикрие были подарены её племянником Хайри Оздинджером Резиденции Ататюрка и железнодорожному музею (тур. Atatürk Konutu Ve Demiryolları Müzesi) в Анкаре в 2006 году.
Её отношения с Мустафой Кемалем описаны в пьесе Дилрубы Саатчи «Fikriye ve Latife — Mustafa Kemal’i Sevdim».